# Santa Maria Soldiers
Santa Maria Soldiers é uma equipe de futebol americano localizada em Santa Maria, RS. Foi fundada em 2009 e joga com fullpads desde 2012. Atualmente participa do Campeonato Gaúcho de Futebol Americano e da Liga Nacional de Futebol Americano. Em 2013, firmou convênio com o Esporte Clube Internacional, de Santa Maria, para utilizarem o Estádio Presidente Vargas, em Santa Maria, conjuntamente. Em 2014, participou do Campeonato Brasileiro de Futebol Americano de 2014, na Conferência Sul da Liga Nacional. Para o amistoso contra o Uruguai em 2015, a Seleção Brasileira de Futebol Americano convocou um jogador da equipe. Em 2016 a equipe chegou à final do Campeonato Gaúcho, participando do maior evento do esporte em números de público até então realizado no Rio Grande do Sul, o Gigante Bowl, no qual sagrou-se campeã. Em agosto de 2016 a direção da equipe lançou um aplicativo para smartphones, uma loja virtual e um plano para sócios. Em 2016 a equipe subiu para a Superliga, a série A do Futebol Americano, campeonato que será disputado em 2017.

## Títulos
Conferência Sul da Liga Nacional: 2016
 Campeão Gaúcho: 2011, 2013, 2016 , 2017 , 2018, 2019, 2022 e 2023

Copa RS: 2016